# Ralph Norman Angell
Ralph Norman Angell Lane (Holbeach, Anglaterra 1872 - Croydon 1967) fou un escriptor, periodista i polític anglès guardonat l'any 1933 amb el Premi Nobel de la Pau.

## Joventut i estudis
Nasqué el 26 de desembre de 1872 a la ciutat de Holbeach, situada al comtat de Lincolnshire, sent un dels sis fills de Thomas Angell Lane i Mary Brittain. Va estudiar al Liceu de St. Omer i a la Universitat de Ginebra, per traslladar-se el 1888 als Estats Units on va exercir de periodista.
El 1898 va retornar a Anglaterra per poc temps, per traslladar-se a París el 1905, on fou editor de la corresponsalia del diari Daily Mail a la ciutat francesa, càrrec que ocupà fins al 1912.

## Vida política
Al seu retorn a Anglaterra s'afilià al Partit Laborista britànic l'any 1920, sent escollit membre del Parlament britànic entre el 1929 i el 1931.
Posteriorment Angell va treballar en el Consell del Reial Institut d'Assumptes Internacionals, i fou membre del Comitè Mundial contra la Guerra i el Feixisme, així com membre del comitè executiu de la Societat de Nacions i president de l'Associació Abissínia.
El 1933 fou guardonat amb el Premi Nobel de la Pau pels seus treballs com a membre de l'executiva de la Societat de Nacions.
Angell va morir a Croydon el 7 d'octubre de 1967.

## Obra
Al llarg de la seva vida Angell escrigué diverses obres al voltant de la política:
- Patriotism under Three Flags: A Plea for Rationalism in Politics (1903)
- Europe's Optical Illusion (1909) (also: The Great Illusion)
- The Fruits of Victory (1921)
- The Money Game (1928)
- The Unseen Assassins (1932)
- The Menace to Our National Defence (1934)
- Peace with the Dictators? (1938)
- The Steep Places (1947)
- After All (1951)